# Santa Maria de Paretdelgada
L'ermita de Santa Maria de Paretdelgada és un edifici religiós situat al terme de la Selva del Camp i a uns 4 km del poble, a l'antic camí de Vilallonga. La primitiva imatge venerada era una marededeu romànica amb el Nen a la falda. El nom probablement deriva de les restes d'una vil·la romana existent al lloc que la carta de poblament del 1165 esmenta com Parietes Delicatas (parets gràcils, parets d'artitzada construcció). Segons la tradició s'hi va establir una casa de l'orde del Temple procedent del Rourell. L'existència de l'ermita està documentada des del 1200 i fou restaurada el 1303; el 1313 es va construir la casa de l'ermità amb autorització de l'arquebisbe Guillem de Rocabertí. El cor fou construït el 1526, el 1523 la sagristia, que va desaparèixer en unes obres de restauració, i el 1605 la capella de la Mare de Déu de la Pietat. La capella nova fou construïda entre 1739 i 1746 però es va cremar el 1766 i es va haver de fer de nou. El 1936 fou destruïda pels anarquistes i reconstruïda el 1959. La capella consta d'una nau rectangular que comunica amb la capella del cambril; la decoració és de Josep Grau-Garriga; al seu interior té mènsules antropomòrfiques i capitells amb decoració floral. S'hi van fer importants aplecs entre el 1961 i el 1964, amb un concurs literari i de la cançó catalana, però foren prohibits pel règim de Franco degut al seu vessant catalanista, i no es van reprendre fins al 1976 amb una altra intenció.
S'han fet excavacions de diverses habitacions de la Vil·la de Parets-Delgades, amb paviments de mosaic que foren arrencats entre el 1938 i el 1949. Els mosaics daten de mitjans del segle iv dC. Prop de la riera de la Selva s'observen cisternes revestides d’opus signinum. Davant de l'ermita hi ha murs romans reaprofitats com a marge. La major part de les habitacions estan cobertes a la zona del pati, tot i que aflora algun mur.
La Creu Coberta, una creu de pedra sobre un pedestal a la vila La Selva del Camp, era la fita inicial o terminal en els solemnes trasllats de la imatge de la Mare de Déu de Paretdelgada a la vila per qualsevol motiu. Tanmateix, era el lloc on la gran comitiva de la vila rebia l'arquebisbe.
Cada primer diumenge d'agost s'hi celebra la festa amb molta participació popular. La Mare de Déu de Paretdelgada té uns Goigs dedicats.